# (3107) Weaver
(3107) Weaver (1981 JG2; 1952 OQ; 1952 PG; 1952 QV; 1962 SL; 1962 VA; 1968 KM; 1975 SB; 1978 NX2; A916 OA) ist ein ungefähr sechs Kilometer großer Asteroid des inneren Hauptgürtels, der am 5. Mai 1981 von der US-amerikanischen Astronomin Carolyn Shoemaker am Palomar-Observatorium am Palomar Mountain etwa 80 Kilometer nordöstlich von San Diego (IAU-Code 675) entdeckt wurde.

## Benennung
(3107) Weaver wurde nach Kenneth F. Weaver benannt, der Senior Assistant Editor für Wissenschaft des Magazins National Geographic Society war. Er war verantwortlich für die genaue und geschickte Veröffentlichung neuer Entdeckungen im Weltraum in der Öffentlichkeit.